# El Moustach
El Moustach, de son vrai nom Hicham Gaoua, né à Rouiba en 1979, est un artiste illustrateur et graphiste du pop art algérien.

## Biographie

### Naissance et études
Natif de Rouiba en 1979, il  est ingénieur en électricité, a été formé à polytechnique, il a fait aussi des études sur le management culturel, le webdesign, le théâtre, la pub et la musique, etc.

### Thèmes artistiques
Hicham Gaoua fréquente le Café Madour, de Boumerdès régulièrement, lui et ses amis artistes pour s'inspirer de la culture populaire. Il est l’une des figures artistiques du pop art humaniste algérien, ses personnages sont des symboles populaires, il fait la promotion du respect de l'environnement, de l'inclusion , de la diversité et des droits.

### Illustration
Hicham Gaoua a illustré la photo du l'ex président Mohamed Boudiaf ainsi que le chanteur Matoub. Ou certains personnages comme El Hadj Mhamed El Anka, Al Pacino, Amer Ezzahi, El Hachemi Guerouabi, Bruce Lee, Che Guevara, etc., Moustach les fait parler le langage de l'univers populaire algérien,. Il fait référence, lors de son exposition au patio de Dar Abdellatif, à l'acteur Athmane Ariouet et les films Carnaval fi Dechra et Une famille comme les autres.

### Expositions
- Janvier 2017, il inaugure et expose à la Galerie le Sous-Marin à Alger, il rend hommage à plusieurs personnalités victimes de la décennie noire[8].

- En 2017, exposition collective  dont le titre PopArt from north africa dans la  Galerie P21[9] à Londres[10].
- Durant juillet 2017, El Moustach expose plusieurs figures historiques de la Guerre d'Algérie et aussi des artistes comme Tahar Djaout , Cheb Hasni , Abdelkader Alloula, etc., à la Galerie d'art Ezzou'Art, à Alger[11].
- Mars 2018, exposition à la Galerie Espaco, dont le titre est Sog Ur Mother Is Open at Night, à Alger[12].
- À Casablanca, en octobre 2018[13], El Moustach expose lors du Festival Cas'Algéria[14].
- Mars 2019, Alger, à la Galerie Espaco[1].

### Parler algérien
El Moustach a lancé un appel pour un projet collaboratif sur les réseaux sociaux afin de traduire le roman de Kateb Yacine Nedjma en parler algérien, les livres de Frantz Fanon, L’Âne d’or d’Apulée et les livres Ibn Khaldoun.